# Desnuda en la arena
 Desnuda en la arena es una película en color de Argentina dirigida por Armando Bó según su propio guion que se estrenó el 13 de marzo de 1969. Tuvo como protagonistas a Isabel Sarli,  Víctor Bó, Jorge Porcel y Fanny Navarro, y Adelco Lanza se encargó de la  coreografía. El filme fue la última película de Fanny Navarro, fue rodado parcialmente en Panamá, y tuvo el título alternativo de Furia sexual.

## Sinopsis
Una mujer que queda sola con un hijo pequeño se ve acosada por la sociedad y viaja a Panamá, donde triunfa.

## Reparto
- Isabel Sarli …Alicia
- Víctor Bó …Oscar
- Jorge Porcel …Diplomático
- Fanny Navarro …Esther
- Mónica Grey …Mujer chantajeada
- Virginia Romay …Madre de Alicia
- Eduardo Frangías …Ricardo Allende
- Raúl del Valle …Espósito
- Reynaldo Mompel …Cacho
- Miguel Ángel Olmos
- Víctor Tasca
- Juan M. Barrol
- Doris Blaitry
- Nelsen Franco
- Jorge F. Barbuto
- Oscar Valicelli

## Comentarios
La revista Confirmado escribió:

”Isabel es la Diana del Tercer Mundo, el mal gusto de Bó-Bó-Sarli es libre, justo y soberano.”